# Katarzyna Sagatowska
Katarzyna Sagatowska (ur. 15 grudnia 1973 w Warszawie) – polska kuratorka, fotografka, wykładowczyni, organizatorka wydarzeń artystycznych.

## Życiorys
Absolwentka Instytutu Twórczej Fotografii na Uniwersytecie Śląskim w Opawie (PhD) oraz Wydziału Inżynierii Produkcji Politechniki Warszawskiej, ponadto ukończyła Studium Form Fotograficznych przy Fotoklubie Rzeczypospolitej Polskiej oraz Europejską Akademię Fotografii w Warszawie, gdzie uzyskała dyplom w pracowni Reportażu Prasowego pod kierunkiem Tomasza Tomaszewskiego oraz dyplom w pracowni Fotografii Kreacyjnej i Ekspresyjnej pod kierunkiem Izabeli Jaroszewskiej.
Specjalistka rynku fotografii kolekcjonerskiej w Polsce. W latach 2010–2017 kuratorka i koordynatorka projektu „Fotografia Kolekcjonerska” obejmującego wystawy i aukcje fotografii polskich artystów. Prowadzi wykłady na temat fotografii współczesnej, kolekcjonowania oraz rynku fotografii w Polsce. Współautorka i współkoordynatorka cyklu Wszyscy jesteśmy fotografami. Stypendystka Ministerstwa Kultury i Dziedzictwa Narodowego oraz Miasta Stołecznego Warszawy. Jurorka w konkursach, m.in. Young Creative Chevrolet, BZ WBK Press Foto, Grand Press Photo, Fotograficzna Publikacja Roku, ShowOFF Miesiąca Fotografii w Krakowie. Ma na swym koncie wystawy indywidualne oraz zbiorowe w kraju i za granicą. Liczne publikacje w prasie oraz książkach. Prace w prywatnych kolekcjach w Polsce i za granicą. W 2017 roku założyła galerię i wydawnictwo Jednostka. Współzałożycielka stowarzyszenia „Dom Fotografii”.

## Wystawy kuratorskie
- 2020: Common Ground, Rafał Milach. Instytut Polski w Düsseldorfie, Niemcy[9]
- 2019: Lęg, w ramach festiwalu Miesiąc Fotografii w Krakowie, Galeria Pauza, Kraków. Artysta: Tomek Tyndyk. Kuratorzy: Krzysztof Kowalczyk, Katarzyna Sagatowska[10]
- 2018: Portret osobisty, czyli bliskie spotkanie z… vol. 2, w ramach WSZYSCY JESTEŚMY FOTOGRAFAMI, Galeria Promocyjna, Warszawa. Artyści: Mikołaj Grynberg, Rafał Milach, Maciek Nabrdalik, Magda Wunsche i Agnieszka Samsel. Kuratorki: Katarzyna Sagatowska, Monika Szewczyk-Wittek[11]
- 2018: IMAGINE, Galeria Promocyjna, Warszawa. Artyści: Marta Berens, Dominika Gęsicka, Michał Patycki, Tomek Tyndyk. Kuratorki: Katarzyna Sagatowska, Maga Sokalska[12]
- 2017: Portret osobisty, czyli bliskie spotkanie z…, w ramach WSZYSCY JESTEŚMY FOTOGRAFAMI, Instytut Fotografii Fort, Warszawa. Artyści: Filip Ćwik, Magda Hueckel, Jacek Poremba, Andrzej Świetlik. Kuratorki: Katarzyna Sagatowska, Monika Szewczyk-Wittek[13]
- 2017: RZECZY. Przedmiot i obiekt w polskiej fotografii, 18. edycja projektu Fotografia Kolekcjonerska, Galeria Starmach w ramach festiwalu Miesiąc Fotografii w Krakowie – MYSIA 3, Warszawa[14]
- 2017: Nie przygryzaj warg. Masz już krew na ustach, sekcja ShowOFF festiwalu Miesiąc Fotografii w Krakowie. Artyści: Terje Abusdal, Jan Cieślikiewicz, Polina Karpova, Lucie Khahoutian, Flor Maesen, Viacheslav Poliakov, Kaja Rata, Karolina Wojtas. Kuratorzy: Krzysztof Pijarski, Szymon Rogiński, Katarzyna Sagatowska, Salvatore Vitale[15]
- 2016: POZA PORTRET. O człowieku w polskiej fotografii, 16. edycja projektu Fotografia Kolekcjonerska, MYSIA 3, Warszawa[16]
- 2016: Weather Permitting, Galeria EGO, Poznań. Artysta: Rafał Milach[17]
- 2015: 15. edycja projektu Fotografia Kolekcjonerska, MYSIA 3, Warszawa[18]
- 2015: MAMY CZAS, andel’s Hotel, Łódź. Artyści: Karolina Breguła, Monika Drożyńska, Rafał Milach, Joanna Piotrowska[19]
- 2015: WIDOKI. Krajobraz w polskiej fotografii, 14. edycja projektu Fotografia Kolekcjonerska, Leica Gallery Warszawa – FOTOFESTIWAL Międzynarodowy Festiwal Fotografii w Łodzi[20]
- 2014: 13. edycja projektu Fotografia Kolekcjonerska, Centrum Sztuki Współczesnej Zamek Ujazdowski, Warszawa[21]
- 2014: ODKRYCIA. Motyw ciała w polskiej fotografii, 12. edycja projektu Fotografia Kolekcjonerska, Leica Gallery Warszawa – FOTOFESTIWAL Międzynarodowy Festiwal Fotografii w Łodzi[22]
- 2013: 11. edycja projektu Fotografia Kolekcjonerska, Centrum Sztuki Współczesnej Zamek Ujazdowski, Warszawa
- 2012: 10. edycja projektu Fotografia Kolekcjonerska, Galeria DAP, Warszawa
- 2011: 9. edycja projektu Fotografia Kolekcjonerska, Galeria DAP, Warszawa
- 2010: 8. edycja projektu Fotografia Kolekcjonerska, Galeria Senatorska, Warszawa
- 2005: fotogrEAFie, Galeria Sztuki WOZOWNIA, Toruń

## Autorskie publikacje
- 2009: Polskie sumo, wydawnictwo Fotolotnia[23]
- 2005: Rower Power
- 2004: Szkoła

## Ważniejsze wystawy indywidualne
- 2011: Polskie sumo, Galeria 2piR, Poznań[24]
- 2010: Polskie sumo, Muzeum Sztuki i Techniki Japońskiej Manggha, Kraków[25]
- 2009: Polskie sumo, Galeria Luksfera, Warszawa[26]
- 2008: Pałac x 3, Festiwal Fotografii Artystycznej, Warszawa
- 2005: ROWER POWER, Galeria Kuluary przy Centrum Sztuki STUDIO, Pałac Kultury i Nauki, Warszawa, wystawa pod honorowym patronatem Ambasady Holandii oraz w programie Warszawskiego Festiwalu Fotografii Artystycznej[27]
- 2004: Szkoła, Galeria Luksfera, Warszawa[28]

## Ważniejsze wystawy zbiorowe
- 2018: OPAVA SCHOOL. Close up, Forum Fotografie, Frankfurt (Niemcy)
- 2015: 25 let Institutu tvůrčí fotografie, Dům umění, Opawa (Republika Czeska)
- 2014: Světlo jinak III, Muzeum umění Olomouc (Republika Czeska)
- 2012: Sport w sztuce, MOCAK Muzeum Sztuki Współczesnej, Kraków
- 2012: Já, ty, my, Galeria FF, wystawa w ramach Fotofestiwalu, Łódź
- 2012: Street Photography Now. Fotografia uliczna tu i teraz, Galeria Pauza, Kraków
- 2012: Já, ty, my, Dům umění, Opawa (Republika Czeska)
- 2011/2012: Street Photography Now. Fotografia uliczna tu i teraz, Galeria Muzeum Drukarstwa Warszawskiego w budowie, Warszawa
- 2010-2011: Opawska Szkoła Fotografii. Dwadzieścia lat Instytutu Twórczej Fotografii Uniwersytetu Śląskiego w Opawie, cykl wystaw, Brno, Praga, Oxford, Kolonia, Bratysława, Ostrawa, Liberec, Warszawa, Wilno
- 2010: The Promised City, polsko–niemiecki projekt zorganizowany przez Instytut Polski w Berlinie oraz Instytut Goethego w Warszawie, Piramal Gallery (NCPA), Mumbaj (Indie)
- 2010: The Promised City, 1500m2, Warszawa
- 2010: The Promised City, Willy-Brandt-Haus, Berlin (Niemcy)
- 2006: Dialogi, Galeria Luksfera, Warszawa
- 2005: Jestem z Pragi, multimedialny pokaz portretów mieszkańców Pragi na festiwalu Praskie spotkania z kulturą 2005, Warszawa
- 2005: fotogrEAFie, Galeria Sztuki WOZOWNIA, Toruń
- 2004: Kobiety w Hadze i w Warszawie, polska edycja wystawy Women from the Hague and Warsaw, Stara Prochoffnia, Warszawa[1]
- 2003: Człowiek, wystawa inauguracyjna Stowarzyszenia „Dom Fotografii”, Strefa Juice & Art Gallery, Warszawa
- 2003: Women from the Hague and Warsaw, Biblioteka Publiczna, Haga[1]

## Nagrody
- 2009: Pierwsza nagroda w konkursie Herbata w wielkim mieście magazynu National Geographic Traveler i Dilmah(inne języki)[2]
- 2004: Pierwsza nagroda w konkursie fotograficznym Rower w obiektywie zorganizowanym przez Urząd Miasta Krakowa za cykl Rower Power[2]
- 2003: Pierwsza nagroda w kategorii kultura w konkursie fotograficznym Newsreportaż 2003 magazynu Newsweek za fragment cyklu Szkoła[2]